# 郭大成 (柔道运动员)
郭大成（1973年2月13日—）是一名韩国男子柔道运动员。他在1996年亚特兰大夏季奥林匹克运动会中，参加了男子柔道比赛并获得71公斤级银牌。